# Viktor Zinger
Viktor Aleksandrovich Zinger (29 de octubre de 1941 - Moscú, Rusia, 24 de septiembre de 2013) fue un jugador de hockey sobre hielo que jugó de portero en la Liga de Hockey sobre hielo Soviética. Jugó en el Spartak de Moscú. También jugó para el equipo nacional soviético, a menudo como un suplente de Victor Konovalenko. En 1969 fue el portero principal del equipo nacional soviético que ganó el Campeonato del Mundo en Suecia. También recorrió Canadá en numerosas ocasiones como miembro de un equipo de Moscú Selecto que jugó el equipo nacional canadiense y varios equipos de clubes. Zinger fue incluido en el Hockey Hall of Fame ruso y soviético en 1967.
Zinger fue miembro del equipo soviético que ganó los Juegos Olímpicos de Invierno de 1968 en Grenoble. También fue campeón del mundo en cinco ocasiones y campeón de la URSS en tres ocasiones con su club Spartak de Moscú (1967, 1969, 1976). En 1971 fue miembro de HC Spartak Moscú, que ganó la Copa de la Unión Soviética, donde hizo un juego brillante en la final ante el Dinamo de Moscú con una victoria.
Murió a los 71 años, en Moscú, Rusia.